# Camps del Traver (Bertí)
Els Camps del Traver, o Camp Gran, és un grup de camps de conreu del terme municipal de Sant Quirze Safaja, a la comarca del Moianès, en territori del poble de Bertí.
Es tracta d'uns camps de conreu situats just a ponent de la masia del Traver, al sud-est de la Putjota Petita i al sud-oest de la Putjota Gran, a migdia de la Baga del Traver i al nord-est de la Solella del Traver.

## Etimologia
Es tracta d'un topònim romànic modern de caràcter descriptiu: expressa exactament el que signifiquen aquestes paraules de forma literal.